# Malá Kykula
Malá Kykula je hora v povodí Olše. Nachází se 5 km západně od Jablunkova a 1,5 km severozápadně od Dolní Lomné. Na vrcholu se nachází trigonometrický bod. Z vrcholu je také dobrý výhled do údolí.

## Přístup
Přes Malou Kykulu zeleně značená turistická stezka přes Malou Kyčeru z Bocanovic a pokračuje přes rozcestí Sedlo pod Malou Kykulou až na vrchol Kozubové.